# Spirit (Jewel)
Spirit è il secondo album in studio della cantautrice statunitense Jewel, pubblicato il 17 novembre 1998. In esso sono contenuti i singoli Hands, Down So Long e una nuova versione di Jupiter, seguita da un remix di What's Simple Is True per promuovere il film d'esordio di Jewel, Cavalcando col diavolo. In seguito, in alcune edizioni dell'album è stata inserita una versione live di Life Uncommon nella speranza di incrementare le vendite dell'Habitat for Humanity International. Jewel è autrice di tutti i testi dei brani.
Spirit ha esordito alla terza posizione della Billboard 200 con 368 000 vendute nella prima settimana. Ha totalizzato più di 4 milioni di copie solo negli Stati Uniti.

## Tracce
Testi e musiche di Jewel Kilcher, eccetto dove indicato.
1. Deep Water – 4:16
2. What's Simple Is True – 3:34
3. Hands – 3:54 (Jewel Kilcher, Patrick Leonard)
4. Kiss the Flame – 3:17
5. Down So Long – 4:13
6. Innocence Maintained – 4:08
7. Jupiter – 4:18
8. Fat Boy – 2:54
9. Enter from the East – 4:02
10. Barcelona – 3:53
11. Life Uncommon – 4:56
12. Do You – 4:21
13. Absence of Fear – 7:25 – contiene la traccia fantasma This Little Bird (John D. Loudermilk)

Non-U.S. bonus track
1. Who Will Save Your Soul (Live) – 3:29

Australian bonus disc CDLive in Madrid 1999
1. Down So Long – 5:24
2. What's Simple Is True – 3:54
3. Foolish Games – 4:34
4. Do You – 4:17
5. Who Will Save Your Soul – 5:05

## Classifiche

### Classifiche settimanali
| Classifica (1998-99) | Posizione massima |
| -------------------- | ----------------- |
| Australia            | 5                 |
| Austria              | 48                |
| Canada               | 6                 |
| Francia              | 52                |
| Germania             | 42                |
| Nuova Zelanda        | 4                 |
| Paesi Bassi          | 16                |
| Regno Unito          | 54                |
| Stati Uniti          | 3                 |
| Svezia               | 53                |
| Svizzera             | 32                |

### Classifiche di fine anno
| Classifica (1999) | Posizione |
| ----------------- | --------- |
| Australia         | 21        |
| Nuova Zelanda     | 24        |
| Paesi Bassi       | 92        |
| Stati Uniti       | 13        |